# Iglesia de San Cipriano (Fuensaldaña)
La iglesia parroquial de San Cipriano es un templo católico ubicado en la localidad de Fuensaldaña, provincia de Valladolid, Castilla y León, España.

## Descripción
La iglesia fue levantada de estilo gótico-mudéjar en el siglo XIII. Dispone de un arco de triunfo apuntado, que se funde con nave coronada por torre de cuatro cuerpos.A la iglesia se accede por una escalera que conduce a un pórtico notable, de medio punto, que sirve como refugio a los rigores estivales e invernales, añadido en el siglo XVI.
Su retablo es rococó con numerosas pinturas y esculturas de entre los siglos XVI y XVIII. 
Se dispone de un catálogo, junto con una adenda, de los bienes muebles de la parroquia.

## Galería

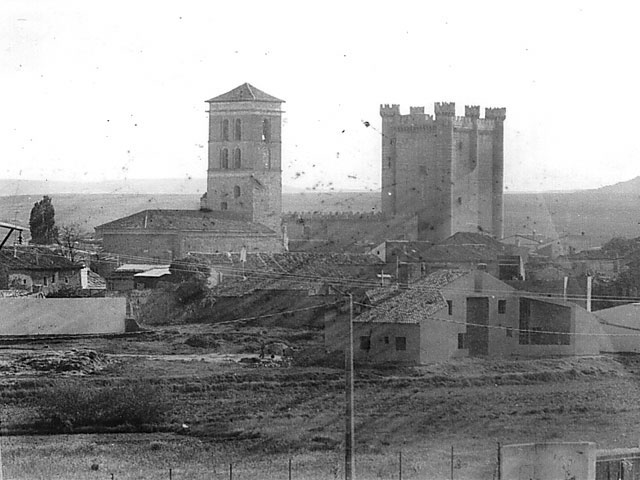
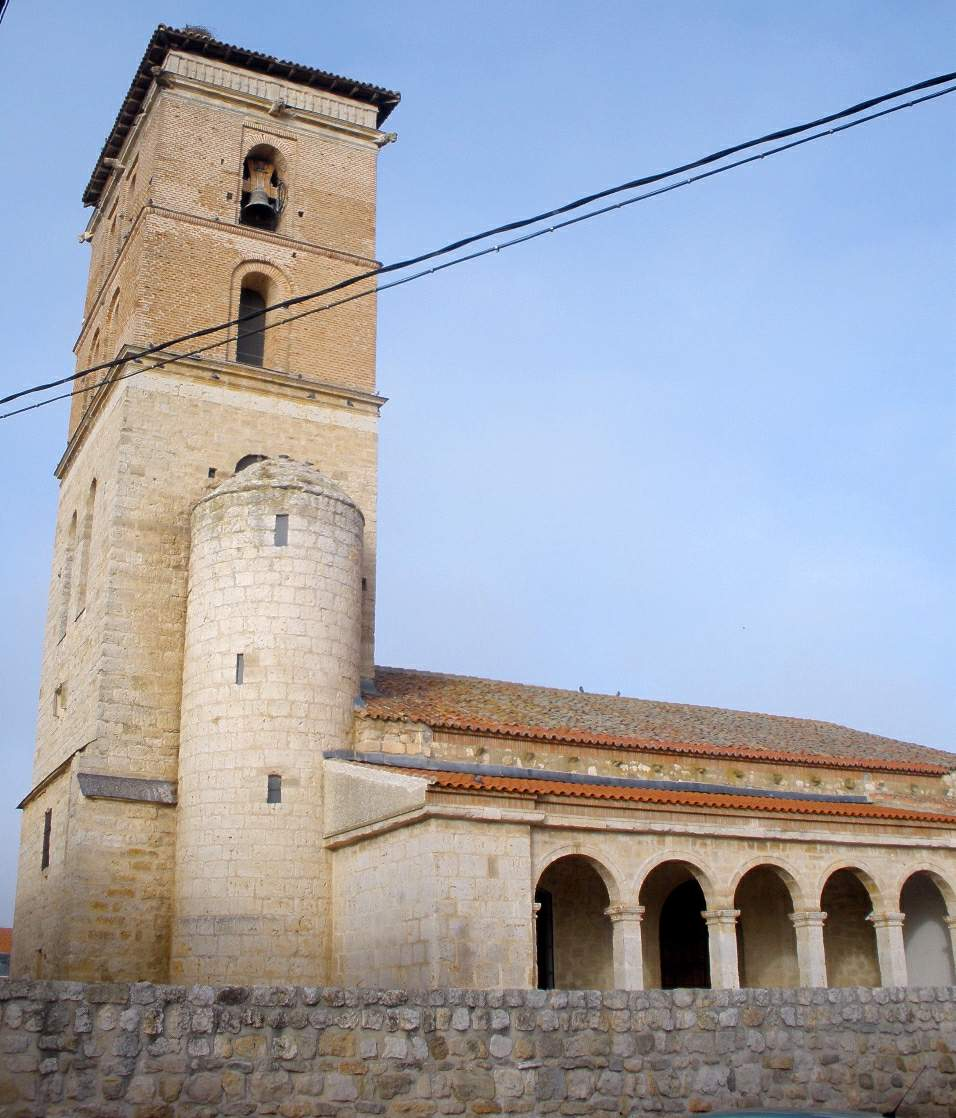
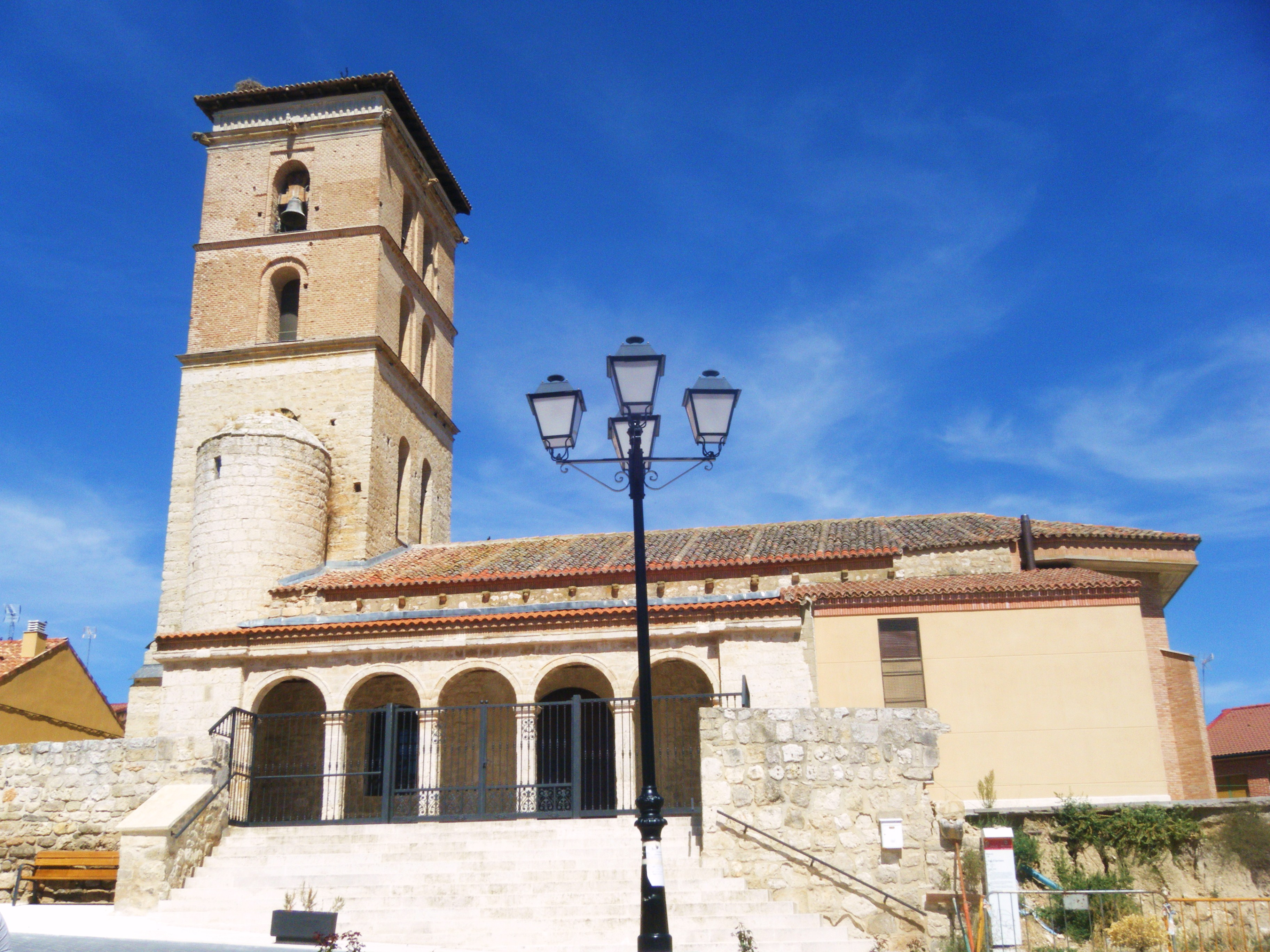
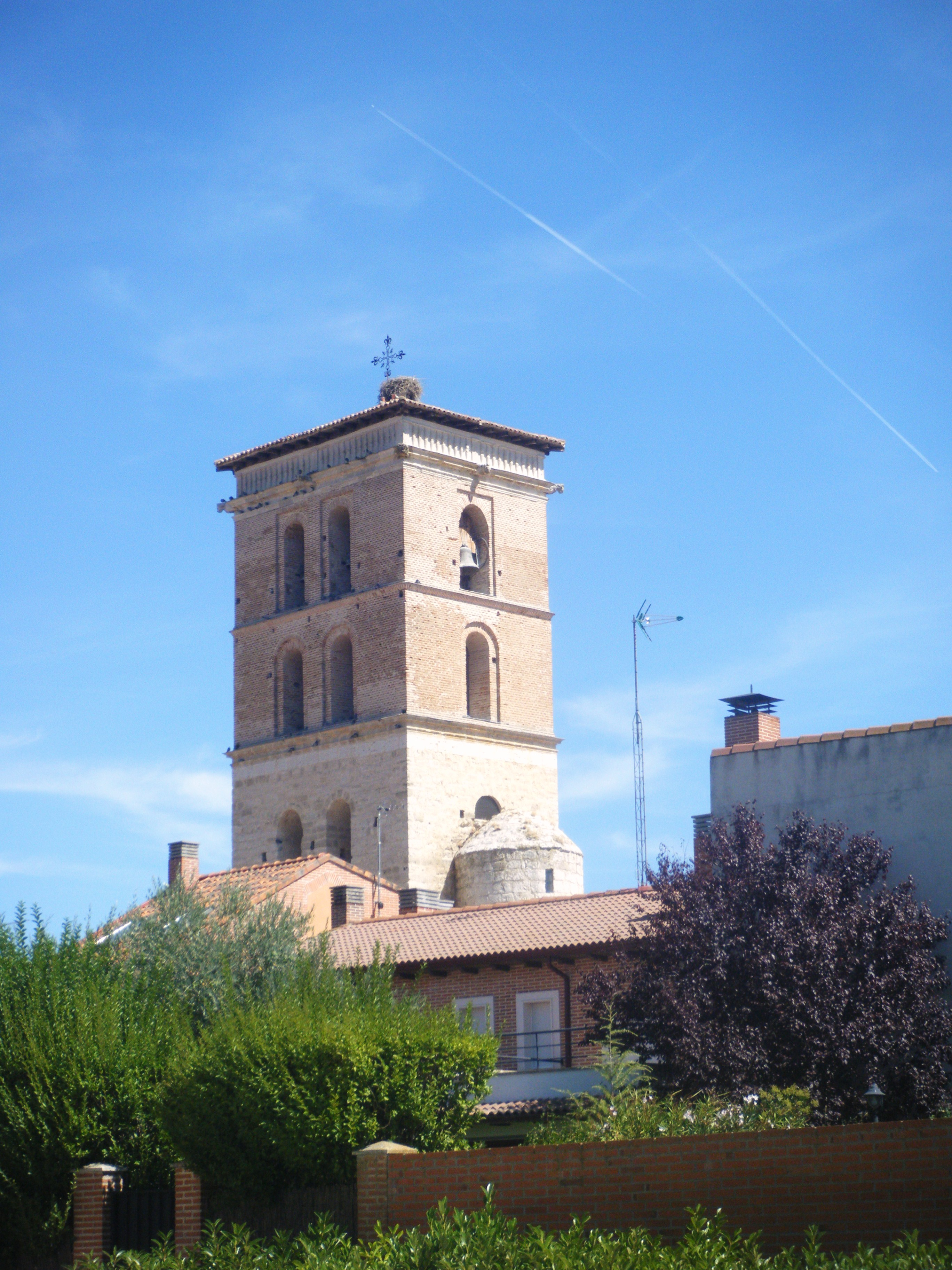
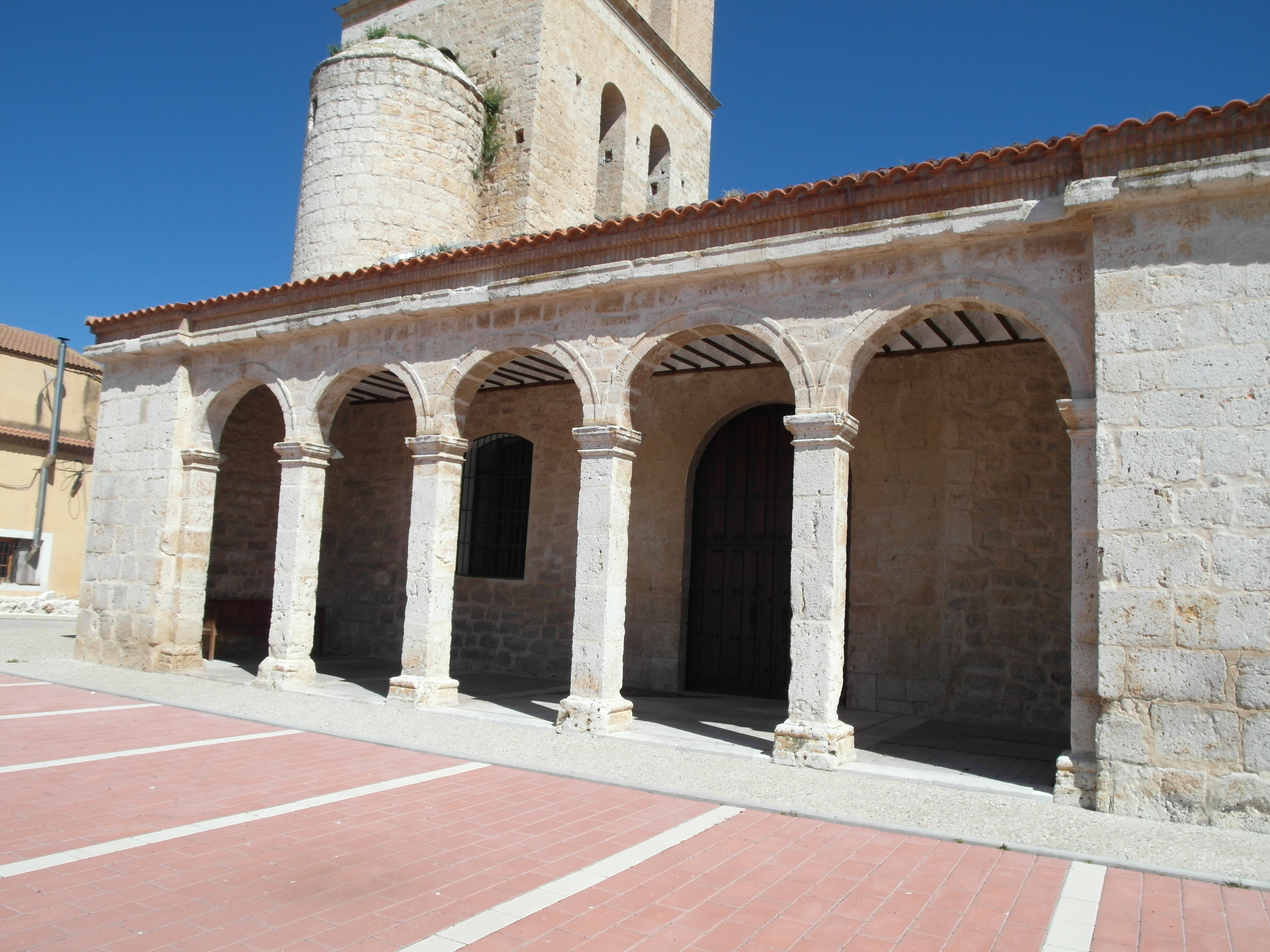